# Papa Benedetto XII
Benedetto XII, nato Jacques Fornièr (Saverdun, 1285 – Avignone, 25 aprile 1342), è stato il 197º papa della Chiesa cattolica dal 1334 alla morte.

## Biografia

### Monaco cistercense
Nato da una famiglia modesta della contea di Foix, divenne un monaco cistercense a Boulbonne. Fu accolto nell'abbazia di Fontfroide da suo zio, Arnaud Nouvel, che lo inviò a studiare a Parigi al collegio Saint-Bernard. Maestro di teologia, successe a suo zio come abate di Fontfroide nel 1311. Vescovo di Pamiers nel 1317, perseguì attivamente la lotta contro i seguaci del Catarismo. Fu allora che praticò di persona una politica inquisitoria molto attiva contro gli eretici. I registri dei suoi interrogatori, che teneva scrupolosamente, serviranno allo studio dei comportamenti e delle mentalità, soprattutto all'interno del villaggio di Montaillou. Nel 1326 diventò vescovo di Mirepoix e cardinale con il titolo di Santa Prisca nel 1327.
Soprannominato il "cardinale bianco" — poiché aveva mantenuto la sua veste da cistercense — fu un uomo austero e severo, che intervenne con autorità in tutti i dibattiti teologici del momento: povertà evangelica, fraticelli, visione beatifica. Su quest'ultimo punto, fissò la dottrina nella sua bolla Benedictus Deus del 1336.

#### Elezione al Pontificato
Per i cardinali, era a quell'epoca pratica comune votare al primo scrutinio per un candidato considerato senza reali possibilità di diventare pontefice (un "non papabile", insomma), al fine di vedere l'assetto generale delle posizioni, ossia come e quanti voti gli altri cardinali ricevevano. Quella volta però accadde un evento inusuale: tutti i cardinali votarono indipendentemente per il cardinale Fournier (il prelato francese non si autovotò). I porporati non avevano pianificato insieme questa scelta, cosicché l'elezione di Fournier al primo scrutinio risultò un evento del tutto casuale.
Così scrive Giovanni Villani nella Nuova Chronica (Libro XII, Capitolo XXI) della sua elezione:
(Giovanni Villani)

### Il pontificato
Eletto papa il 20 dicembre 1334 alla morte di papa Giovanni XXII, non proseguì con le politiche del suo predecessore. Raggiunse la pace con l'imperatore Luigi IV, che era stato precedentemente scomunicato, e, per quanto possibile, scese a patti con l'ordine francescano, che era all'epoca in contrasto con la Sede apostolica.
Tentato di riportare la sede pontificia a Roma nel 1335, alla fine si accontentò di dimorare ad Avignone, dove costruì il primo palazzo pontificio, la cui austerità architettonica ne riflesse la personalità. Non rifiutò comunque di dare un certo decoro all'edificio, motivo per cui chiamò presso di sé il noto pittore senese Simone Martini.
Nel 1336 dispose alla filiale di Avignone della nota famiglia di banchieri fiorentini Bardi l'incarico di inviare agli armeni, assaliti dalle popolazioni turche, il corrispettivo di diecimila fiorini d'oro in grano. Il 10 aprile arrivò l'ordine, poche settimane dopo gli agenti italiani dei Bardi comprarono il grano sulle piazze di Napoli e Bari tramite le loro filiali, e prima della fine del mese navi cariche delle vettovaglie erano già salpate verso il Mar Nero.
Benedetto fu un papa riformatore e cercò di limitare il lusso degli ordini monastici, ma senza molto successo. Mise ordine nel sistema di collezione dei benefici e di conseguenza nel fisco pontificio.

#### Concistori per la creazione di nuovi cardinali
Papa Benedetto XII durante il suo pontificato ha creato 7 cardinali nel corso di 2 distinti concistori.

## Genealogia episcopale e successione apostolica
La genealogia episcopale è:
- Cardinale Niccolò Alberti, O.P.
- Papa Benedetto XII

La successione apostolica è:
- Vescovo Saloman Cleman Waldbot (1332)
- Vescovo Antony Beck (1337)
- Vescovo Thomas Hemenhale (1337)
- Arcivescovo Teobaldo II di Palermo (1337)
- Papa Innocenzo VI (1338)
- Vescovo Bonincontro Tomei (1338)
- Vescovo Herman z Pragi (1338)

## Opere

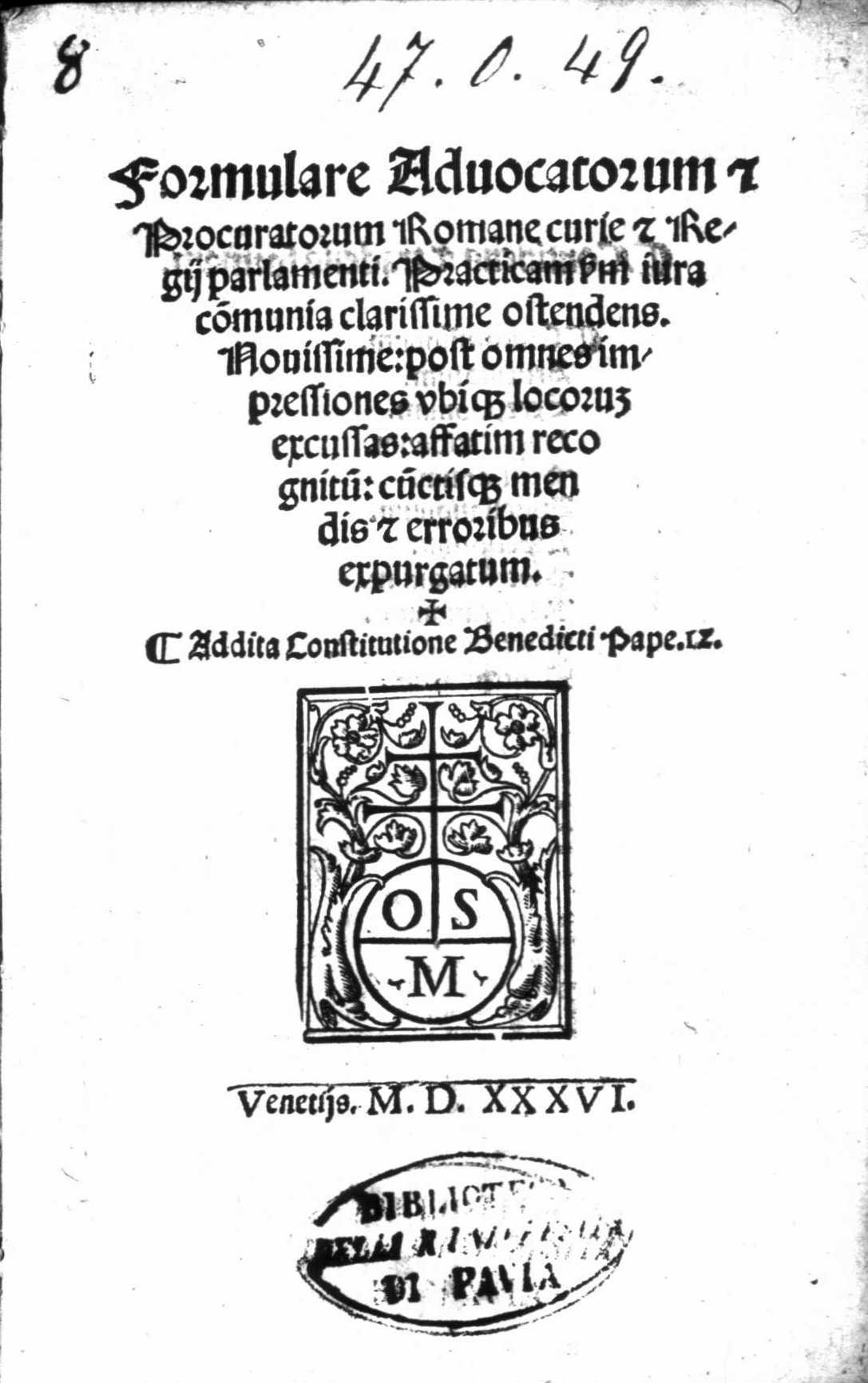
Formulare advocatorum et procuratorum Romane curie et regii parlamenti, 1536

- (LA) Formulare advocatorum et procuratorum Romane curie et regii parlamenti, Venezia, Ottaviano Scoto il giovane, 1536.